# Champagne (Ghemon)
Champagne è un singolo del rapper italiano Ghemon, pubblicato il 28 aprile 2020 come quarto estratto dal sesto album in studio Scritto nelle stelle.

## Tracce
Testi di Giovanni Luca Picariello, Antonio Filippelli, Gianmarco Manilardi e Daniel Bestonzo.
1. Champagne – 3:07